# Gilbert Bachelu
Gilbert Désiré Joseph Bachelu, né à Dole en Franche-Comté le 9 février 1777, mort du choléra à Paris le 15 juin 1849, est un général français de la Révolution et de l’Empire.

## Biographie

### Carrière sous la Révolution et le Consulat
Fils de Claude Bachelu (conseiller-maître à la Cour des comptes de Dole), marié à Victoire Baptistine Muraire, divorcée  du comte Jean-Baptiste Henry Collin de Sussy, puis séparé. Bachelu est reçu, le 2 février 1794, à l'école d'application de l'artillerie et du génie, en qualité d'élève sous-lieutenant. Capitaine en 1795, il fait la campagne du Rhin et suit Jean Victor Marie Moreau dans sa retraite en Allemagne. Passé en Égypte, il y est nommé chef de bataillon par Kleber pour sa belle conduite au siège du Caire le 1er mai 1800. En 1801, il est sous-directeur des fortifications, puis il fait, comme colonel du génie, l'expédition de Saint-Domingue, sous les ordres du général en chef Leclerc qui en fait son aide de camp. Il assiste au combat de la Crête-à-Pierrot où il dirige le placement des troupes dans les lignes de circonvallation établies sur la droite de l'Artibonite. Chargé de porter en France les dépêches du commandant par intérim, le colonel Bachelu revient à Rochefort le 13 janvier 1803 de cette malheureuse expédition avec la veuve de son général Pauline Bonaparte.

### Officier de l'Empire
Chef d'état-major de Soult au camp de Saint-Omer (1803-1805), il passe chef d'état-major du génie au camp de Boulogne où il reçoit la décoration de chevalier de la Légion d'honneur le 19 frimaire an XII. Officier du même ordre le 25 prairial, il reçoit le commandement du 11e d'infanterie de ligne en 1805. Sous les ordres du général Marmont qui commande l'armée de Hollande, il participe à la campagne d'Autriche en 1805 où il se distingue à Austerlitz, puis est cantonné dans le Frioul. Il passe, en 1807, en Dalmatie, conquiert les bouches de Cattaro et attaque, le 30 mai, à Castelnuovo (actuel Herceg Novi), 5 000 Monténégrins, soutenus par deux bataillons russes, et les culbute à la baïonnette. Il effectue une marche à travers la Croatie.
Général de brigade le 5 juin 1809, après Essling et Wagram (brigade du 11e corps de la division Clausel), il retourne à Fiume et en Illyrie où il combat les Turcs. Baron de l'Empire par décret du 15 août 1809 et lettres patentes du 25 août 1810 (Saint-Cloud)), puis commandant en second à Dantzig en 1811, il participe à la campagne de Russie dans la division Grandjean sous Macdonald et commande l'arrière-garde pendant la retraite principalement au siège de Dantzig. Bachelu a chassé les Russes de la position de  (en), et le 3 mars, il a repoussé l'attaque générale dirigée par Matveï Platov sur les faubourgs de la place. Il s'illustre durant le siège de Dantzig jusqu'à la capitulation du 1er janvier 1813. Le 20 juin 1813, il est nommé général de division.

### Cent-Jours et Restauration
Après avoir reçu de la Restauration la croix de Saint-Louis le 19 juillet 1814, il suit la campagne des Cent-Jours, commande la 5e division d'infanterie du 2e corps d'armée de Reille, prend part au premier engagement du 15 juin 1815 sur la Sambre, se distingue aux Quatre-Bras. À Waterloo, il est blessé lors de l'attaque de la ferme fortifiée d'Hougoumont. Il rentre à Paris après le licenciement de l'armée de la Loire, et, le 15 octobre 1815, il est arrêté, incarcéré pendant quatre mois, puis exilé. Revenu en France en 1817, il est rayé du cadre de l'état-major par suite de la mesure générale prise par le gouvernement royal en 1824.
Il est brièvement gouverneur militaire de Lyon fin 1830. Le 21 octobre 1830, le département du Jura l'élut député, contre M. Lempereur de Saint-Pierre. Aux élections du 5 juillet 1831, il échoue contre le même M. Lempereur de Saint-Pierre, mais, le 27 décembre 1832, le 1er collège électoral du Jura lui rend son siège à la Chambre des députés, contre M. Dusillet, maire de Dole. Bachelu vote à la Chambre avec la gauche dynastique. Il n'est pas réélu à la législature suivante, mais, le 3 mars 1838, le 4e collège électoral de Saône-et-Loire (Chalon-sur-Saône) l'envoie à la Chambre, en remplacement de M. Thiard, qui a opté pour un autre collège : le général-baron a été préféré à M.Lerouge. Il a obtenu la croix de commandeur de la Légion d'honneur le 13 octobre 1830. Réélu dans le même collège, le 2 mars 1839, contre le général Brunet Denon, il échoue aux élections du 9 juillet 1842 contre ce même concurrent.
Retraité comme général de division le 30 janvier 1848, il est mort à Paris le 15 juin 1849, âgé de 72 ans.

### Carrière militaire
- Général de brigade le 5 juin 1813 ;
- Général de division le 20 juin 1813,
- Baron de l'Empire le 25 août 1810 ;
- Commandant d'une brigade de la 1re division du 11e corps de l'armée d'Allemagne du 5 juin 1809 au 30 juin 1809 ;
- Commandant d'une brigade de la 1re division de l'armée d'Illyrie du 1er janvier 1810 au 1er avril 1810 ;
- Commandant d'une brigade de la 2e division de l'armée d'Illyrie du 1er avril 1810 au 1er juillet 1810 ;
- Commandant d'une brigade de la 1re division de l'armée d'Illyrie du 1er juillet 1810 au 1er octobre 1810 ;
- Commandant d'une brigade de la 2e division de l'armée d'Illyrie du 1er octobre 1810 au 6 février 1811 ;
- Commandant en second de la place de Dantzig du 6 février 1811 au 12 mai 1811 ;
- Commandant de la 3e brigade de la division Grandjean du 10e corps de la Grande Armée du 1er septembre 1812 au 2 janvier 1814 ;
- Commandant de la 5e division du 2e corps d'observation du 31 mars 1815 au 1er août 1815 ;
- le 1er août 1815 en non-activité.
- Exilé, il rentre le 30 décembre 1818, en disponibilité ;
- En retraite militaire le 1er décembre 1824.

### Carrière civile
- Conseiller maître au parlement de Dôle seigneur de Montmirey-la-ville et de Anne Josèphe Perrey
- Gouverneur de la division militaire de Lyon le 4 août 1830 ;
- Député du Jura du 21 octobre 1830 au 5 juillet 1831 et du 27 décembre 1832 à 1834 ;
- Député de Saône-et-Loire du 3 mars 1838 au 9 juillet 1842 ;
- En retraite le 30 janvier 1847.

## Distinctions
- Commandeur de la Légion d'honneur le 13 octobre 1830 ;
- Chevalier de Saint-Louis le 13 août 1814 ;
- Chevalier du St Esprit
- Il fait partie des 660 officiers à avoir son nom gravé sous l'Arc de triomphe de l'Étoile.

## Armoiries
| Figure | Blasonnement |
|        | Armes du baron Bachelu et de l'Empire (décret du 15 août 1809, lettres patentes du 25 août 1810 (Saint-Cloud) Écartelé : au 1, contre-écartelé denché d'argent et de gueules ; au 2, des barons militaires : de gueules à une épée haute d'argent en pal ; au 3, parti d'argent au chevron de gueules accompagné de trois mains appaumées du même, posées deux en chef et une en pointe, et de gueules à trois feuilles de chêne d'argent posées 2 et 1 ; au 4, coupé, au 1 du coupé écartelé d'argent et de gueules, au 2 du coupé fascé d'or et d'azur de quatre pièces. |

## Source partielle
- « Gilbert Bachelu », dans Charles Mullié, Biographie des célébrités militaires des armées de terre et de mer de 1789 à 1850, 1852 [détail de l’édition]
- « Gilbert Bachelu », dans Adolphe Robert et Gaston Cougny, Dictionnaire des parlementaires français, Edgar Bourloton, 1889-1891 [détail de l’édition]